# Vulturul
Vulturul este o poezie scrisă de George Coșbuc, nepublicată în volum.

## Legături externe
- Poezia Vulturul la wikisursă